# Bocska
Bocska ali Bočka je vas na Madžarskem, ki upravno spada pod podregijo Nagykanizsai Županije Zala.